# Antonio Ruiz Valero
Antonio Ruiz Valero (Dehesas de Guadix, Granada, 19 de agosto de 1971) fue un jugador de fútbol profesional español que jugaba en la demarcación de centrocampista.

## Biografía
Antonio Ruiz Valero debutó profesionalmente en 1993 con el Guadix CF a los 22 años de edad. Tras una temporada en el club granadino fichó por el C. D. San Fernando. Además también jugó para el Club Polideportivo Ejido y el Motril CF antes de fichar por el Granada 74 CF. Tras tres años, Antonio fue traspasado al Granada CF por dos años, volviendo en 2006 al Granada 74 CF. En 2008 Antonio bajó con su club a Segunda División B de España, y al año siguiente a Tercera División de España, provocando su desaparición tras caer el club en bancarrota. Ese mismo año Antonio se retiró como futbolista.

## Clubes
| Club                     | País   | Año       |
| ------------------------ | ------ | --------- |
| Guadix CF                | España | 1993-1994 |
| C. D. San Fernando       | España | 1994-1995 |
| Club Polideportivo Ejido | España | 1995-1997 |
| Motril CF                | España | 1997-2001 |
| Granada 74 CF            | España | 2001-2004 |
| Granada CF               | España | 2004-2006 |
| Granada 74 CF            | España | 2006-2009 |